# Gabek I
Gabek I is een bestuurslaag in het regentschap Pangkal Pinang van de provincie Bangka-Belitung, Indonesië. Gabek I telt 4533 inwoners (volkstelling 2010).